# گابریل کارتریس
 گابریل کارتریس (انگلیسی: Gabrielle Carteris؛ زادهٔ ۲ ژانویهٔ ۱۹۶۱) یک هنرپیشه اهل ایالات متحده آمریکا است.
از فیلم‌ها یا مجموعه‌های تلویزیونی که وی در آن‌ها نقش داشته است می‌توان به بورلی هیلز، ۹۰۲۱۰ اشاره نمود.